# Route nationale 596
Die N596 war von 1933 bis 1973 eine französische Nationalstraße, die zwischen der N107bis bei Peyreleau und der N107 15 Kilometer südlich von Florac verlief. Ihre Länge betrug 40,5 Kilometer.